# 教会の御母

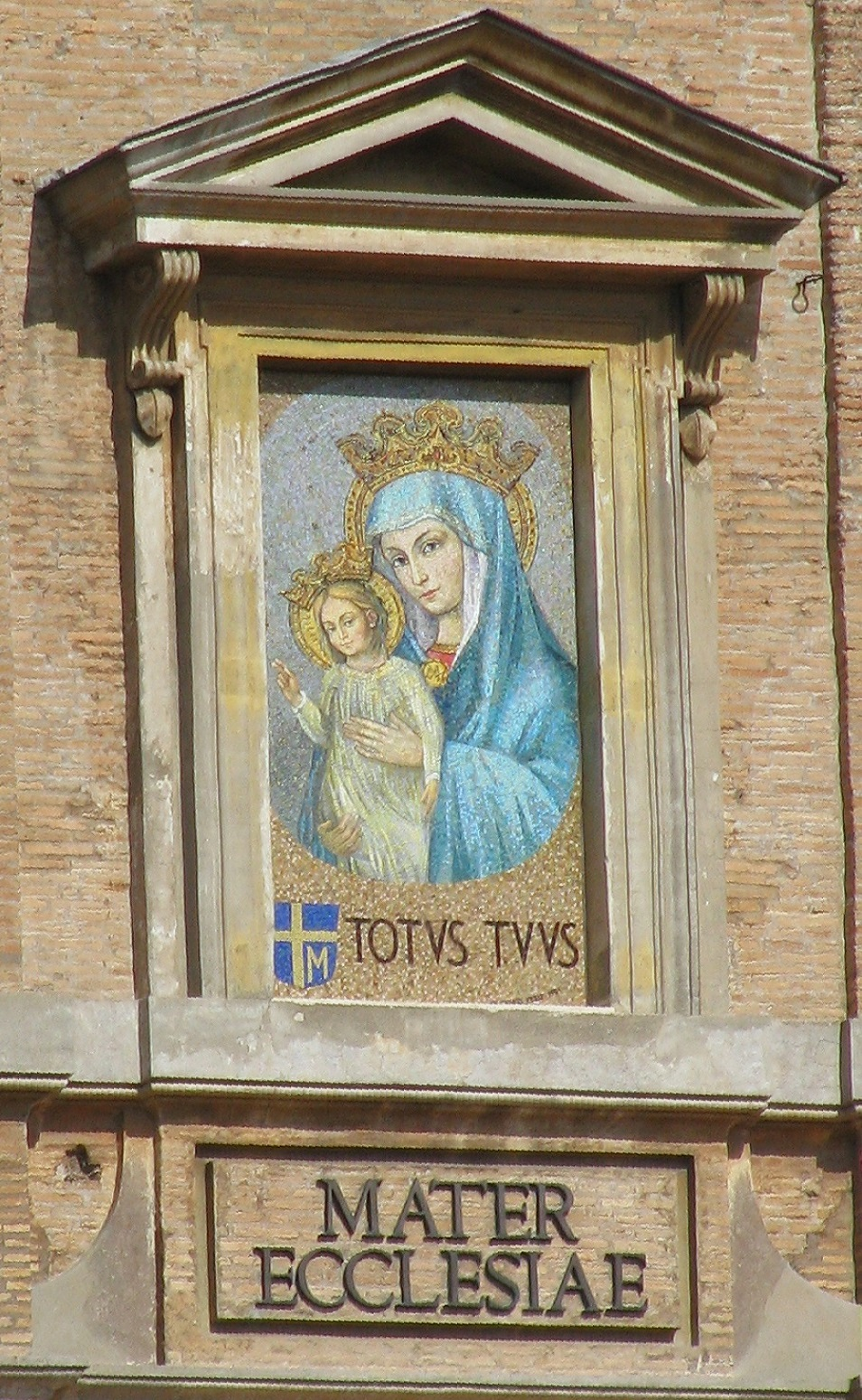
バチカンのサンピエトロ大聖堂にある「教会の御母」の御絵

教会の御母 (きょうかいのおんはは ラテン語 Mater Ecclesiae、教会の母) は、カトリック教会の マリア神学における聖母マリアの称号の一つである。第2バチカン公会議でローマ教皇パウロ6世により公式に定められた。キリスト教歴史学者のフーゴー・ラーナーによると、この称号は4世紀においてミラノのアンブロジウスにより使われたのが最初であるとされる。
「教会の御母」の称号は1748年、ローマ教皇ベネディクト14世により大勅書集の中で使われており、1885年に同じくレオ13世にも使われ、カトリック教会のカテキズムにも明記されている。
ローマ教皇ヨハネ・パウロ2世は、この「教会の御母」の称号について、次のように話している。「マリアはキリストの母として教会の中に存在し、それと同時にこの母は人類の贖罪の秘法でもある。キリストは使徒聖ヨハネにマリアをその母とされた(ヨハネ伝19：27)。これはキリストがマリアをその贖罪の秘法として人類にお与えになったのである。それゆえに、新しい母性の精神で、マリアは教会に属する全てのものをひとりずつ愛情をこめて包み込むのである。マリアがキリストの母であることに由来するものとして、この「教会の御母」の称号は、信徒に対しても、聖母マリアの母性が示されることを意味している。」
「教会の御母」の称号は、1980年にローマ教皇庁(ヨハネ・パウロ2世時)の典礼秘跡省によって「ロレトの連祷」に付け加えられた。

## アンブロジウスとフーゴー・ラーナー
カトリック教会は、聖霊降臨の場面で十二使徒や弟子たちが集まっているところに聖母マリアが共にいる場面や、初代キリスト教会の最初の人々と共に祈っている場面を伝統的に描いてきた。「教会の御母」の称号は1125年、トリーア(Treves)の司教・ベレンガウドスの文章に見ることができる。1895年、ローマ教皇レオ13世は勅書「人々の助け」(Adjutricem populi)に「マリアは教会の母として関わっており、十二使徒の教師であり元后である」と記述している。これに続き、教皇ヨハネ23世や同じくパウロ6世、ヨハネ・パウロ2世そしてベネディクト16世の教書にも頻繁にこの称号が記載されている。聖母マリアの称号として「教会の御母」を使用するのは、4世紀のミラノのアンブロジウスまで遡る。これは1944年にフーゴー・ラーナーによって明らかにされた。マリア神学における研究において、ラーナーは、アンブロジウスが教会におけるマリアの役割を見出い出したとする。ラーナーの説によると、第2バチカン公会議は、アンブロジウス単独と初期の教会教父たちの影響を大きく受けているとされる。そしてパウロ6世は、アンブロジウスを引用して、マリアを「教会の御母」と宣言した。

## 教皇パウロ6世
ローマ教皇パウロ6世は、「教会の御母であるマリアは、人類の救済主イエス・キリストの母であり、キリストに連なる者たちにとっては天国での母親の役目を果たす」と信条(クレド)に書いている。そして、教皇は第2バチカン公会議の第3会期の閉会で、この「教会の御母」の称号を宣言した。
パウロ6世は以前にミラノの大司教を務めており、アンブロジウスと似たような言葉を使用していた。それはマリアの信仰、愛、キリストとの完全な調和、「教会の母」であることに光を当ててマリアを「教会の模範」と呼んだ。
パウロ6世は1964年11月21日のバチカン公会議・第3会期の閉会で行った演説で、「聖母の栄光と人類の慰めにとって、我々はマリアを最も神聖なる教会の御母、それは全ての神の民、司牧者たちと信徒の双方の御母であることを宣言する」と述べた。
レデンプトリス・マーテル(Redemptoris Mater)の中でヨハネ・パウロ2世は 「マリアはキリスト者である司牧者と信徒の御母である」という声明を確認する意味で パウロ6世の「神の民の信条(クレド)」を参照し、自分の信条(クレド)にこのことを「さらに力強くこの真実を繰り返す」と書いている。
教皇ベネディクト16世もまたパウロ6世の信条(クレド)を参照し、それは関係する聖句の全てを要約するものである、としている。

## 教皇ヨハネ・パウロ2世

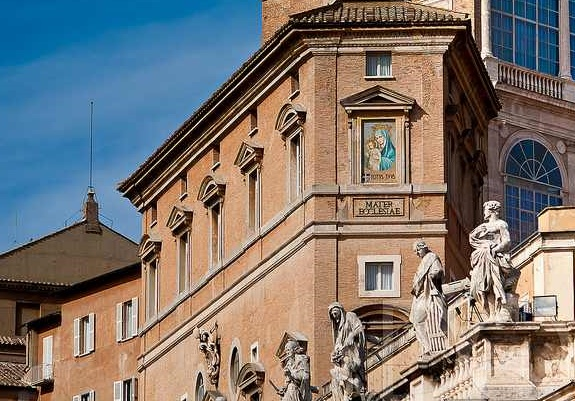
サンピエトロ広場からみた「教会の御母」モザイク画。ヨハネパウロ2世により取り付けられた。

聖ホセマリア・エスクリバーの後押しによって始まったUNIV国際大学生会議という大学生の集いの参加者の一人の青年が1980年の聖週間にヨハネ・パウロ２世にお会いした時に、聖ペトロ広場に162位の聖人彫刻があるものの、聖母マリア像は一つもないことを伝えたことに対して、教皇は「そしたら、広場を完成させなければならない」と答えた。聖ホセマリアの後継者である福者アルバロ・デル・ポルティーリョがその話を聞いた時に、ハビエル・コテロというスペイン人の建築家に聖母像を置くのに相応しい場所を探して欲しいと依頼した結果、聖ペトロ大聖堂正面の右側にある建物の窓を使い、聖母マリアのモザイク画を取り付けることを提案した。この案が受け入れられ、1981年12月7日に設置された。翌日の1981年12月8日（無原罪の聖母の祝日）に教皇ヨハネ・パウロ2世が部屋の窓からこのモザイク画を祝福したのである。これが聖ペトロ広場の完成を示す「最後の石」とされる。
また、このモザイク画の設置は、1981年の教皇の命を狙った暗殺未遂事件の後であり、教皇の命が救われたことについて、聖母の執り成しが働いたことに対する感謝の気持ちから来ているものである。
1987年、教皇は「教会の御母」の称号を回勅である「救い主の御母」(Redemptoris Mater)の中において繰り返して使い、1997年9月17日に一般の観客で読み上げた。
「教会の御母」という称号に関して、教皇は「救い主の御母」(Redemptoris Mater)という言葉を使った。これは聖母マリアがキリストを真摯に信仰する者の母であるということは、マリアがキリストの母であることに由来する、ということ、同様にいかに教会全体のお手本・模範として尽くしているか、ということを説明するものである。このことについて、教皇は次のように述べている。
マリアはキリストの母として教会の中に存在し、それと同時にこの母は人類の贖罪の秘法でもある。キリストは使徒聖ヨハネにマリアをその母とされた(ヨハネ伝19：27)。これはキリストがマリアをその贖罪の秘法として人類にお与えになったのである。それゆえに、新しい母性の精神で、マリアは教会に属する全てのものをひとりずつ愛情をこめて包み込むのである。
この意味において、神の御母なるマリアは、教会の模範でもある。実に、教皇パウロ6世が望み、そして求めたように、教会は乙女である神の母を、キリストを完全に模倣した最も完璧な姿として、描かなければならない。
1997年9月17日、ヨハネ・パウロ2世は水曜日の教皇一般謁見で、「教会の御母」の称号を聖母マリアに当てはめることについて述べた。
信徒たちが最初に、マリアを「神の母」「信徒たちの母」または「我らの御母」の称号で呼ぶのは、マリアと信徒それぞれの関係を強調することである。後に教会の神秘とマリアと教会の関係について、より多く注意を払うようになったのは、聖母マリアに「教会の母」として、今までよりも頻繁に救いを求めるようになったためである。」
「教会の御母」の称号は、それゆえにキリスト者の深い信念を映し出す。キリスト者は、マリアがキリストの御母というだけでなく、キリスト者たちの御母でもあることを知る。

## 教皇ベネディクト16世
ローマ教皇ベネディクト16世は、なぜカトリック教会のマリア神学が教会論に関係するのかという問題に立ち向かった。最初に教皇は、第2バチカン公会議において、マリア神学が教会論の中で議論されたのは偶然かも知れないとしている。このマリア神学と教会論の関係は「教会」とは実際何であるのか、ということを理解する上で役立つ。神学者のフーゴ―・ラーナーはマリア神学をオリジナルの教会論で、教会はマリアに似るとした。
また、教皇ベネディクト16世は、2008年1月2日水曜日の122回目の一般謁見演説で一般信者に対し、「平和の母」を次のように説明した。
聖母は、完全な形で神とともにおられるので、わたしたちのもっとも近くにおられ、母また姉妹としてわたしたちを助けてくださいます。マリアが信者の共同体の中で占める、唯一のかけがえのない位置も、このあがない主の母としての基本的な召命に由来します。だからこそマリアは、キリストの神秘的なからだである教会の母でもあるのです。それゆえにこそ、適切にも、第二バチカン公会議の会期中の1964年11月21日に、教皇パウロ6世はマリアに「教会の母」という称号を正式に与えたのです。
教会の母だからこそ、おとめマリアは、わたしたち一人ひとりの母でもあります。わたしたちはキリストの神秘的なからだの部分だからです。イエスは十字架上で、母であるかたをすべての弟子にゆだねると同時に、すべての弟子を母であるかたの愛にゆだねました。福音書記者ヨハネはその短い意味深い記事を次のことばで結びます。「そのときから、この弟子はイエスの母を自分の家に引き取った」（ヨハネ19・27）。これは「エイス・タ・イディア」というギリシア語テキストをイタリア語に訳したものです。弟子はイエスの母を、自分の現実、自分の存在に受け入れました。こうして母であるかたは弟子のいのちの一部となり、二つのいのちは浸透し合います。このように自分の生活に（エイス・タ・イディア）母であるかたを受け入れることが、主の遺言だったのです。それゆえイエスは、救い主としての使命を完成する最高の瞬間に、弟子の一人ひとりに、貴い遺産として、ご自分の母であるおとめマリアを残したのです。